# Bezirk Wieliczka

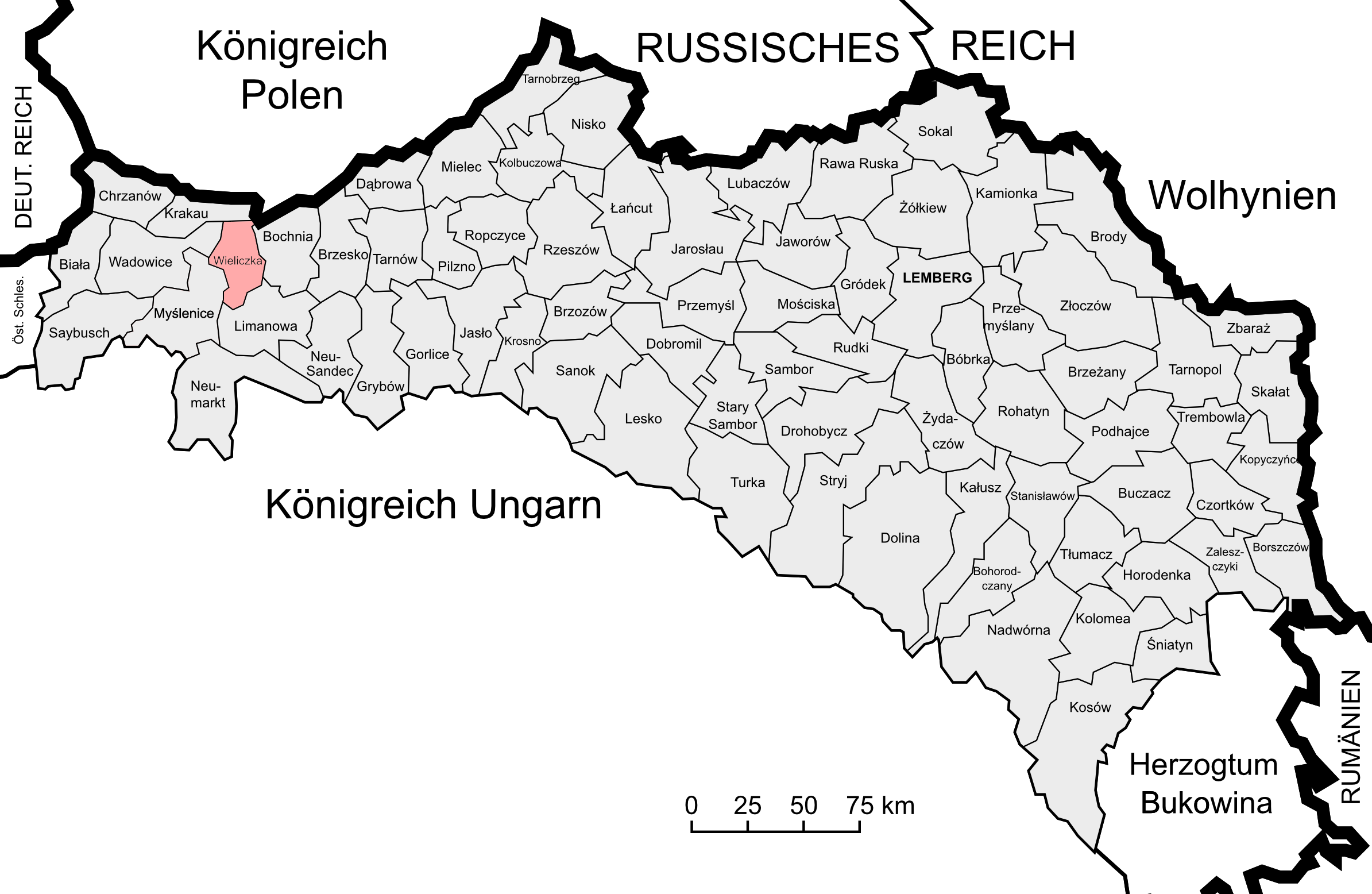
Lage des Bezirks Wieliczka im Kronland Galizien und Lodomerien

Der Bezirk Wieliczka war ein politischer Bezirk im Kronland Galizien und Lodomerien. Sein Gebiet umfasste Teile Westgaliziens im heutigen Polen (Powiat Wieliczka), Sitz der Bezirkshauptmannschaft war die Stadt Wieliczka. Nach dem Ersten Weltkrieg musste Österreich den gesamten Bezirk an Polen abtreten, hier sind große Teile heute im Powiat Wielicki zu finden.
Er grenzte im Norden an den Bezirk Podgórze, im Nordosten an den Bezirk Krakau, im Osten an den Bezirk Bochnia, im Süden an den Bezirk Limanowa sowie im Westen an den Bezirk Myślenice.

## Geschichte
Nachdem die Kreisämter Ende Oktober 1865 abgeschafft wurden und deren Kompetenzen auf die Bezirksämter übergingen, schuf man nach dem Österreichisch-Ungarischen Ausgleich 1867 auch die Einteilung des Landes in zwei Verwaltungsgebiete ab. Zudem kam es im Zuge der Trennung der politischen von der judikativen Verwaltung zur Schaffung von getrennten Verwaltungs- und Justizbehörden. Während die gerichtliche Einteilung weitgehend unberührt blieb, fasste man Gemeinden mehrerer Gerichtsbezirke zu Verwaltungsbezirken zusammen. 
Der neue politische Bezirk Wieliczka wurde aus folgenden Bezirken gebildet:
- Bezirk Podgórze (mit 32 Gemeinden)
- Bezirk Wieliczka (mit 58 Gemeinden)
- Teilen des Bezirks Dobczyce (mit 31 Gemeinden)
- Teilen des Bezirks Skawina (mit 28 Gemeinden)
- Teilen des Bezirks Niepołomice (mit 30 Gemeinden)

Am 15. September 1896 wurde der Gerichtsbezirk Podgórze aus dem politischen Bezirk ausgegliedert und in einen eigenständigen Bezirk Podgórze eingegliedert.
Der Bezirk Wieliczka bestand bei der Volkszählung 1910 aus 117 Gemeinden sowie 75 Gutsgebieten und umfasste eine Fläche von 458 km². Hatte die Bevölkerung 1900 noch 61.922 Menschen umfasst, so lebten hier 1910 67.724 Menschen. Auf dem Gebiet lebten dabei mehrheitlich Menschen mit polnischer Umgangssprache (99,5 %) und römisch-katholischem Glauben, Juden machten rund 4 % der Bevölkerung aus.

## Ortschaften
Auf dem Gebiet des Bezirks bestanden 1900 Bezirksgerichte in Dobczyce und Wieliczka, diesen waren folgende Orte zugeordnet:
Gerichtsbezirk Dobczyce (45 Ortsgemeinden):
- Bilczyce
- Bojanczyce
- Brzezowa
- Czasław
- Stadt Dobczyce
- Dziekanowice
- Fałkowice
- Gdów
- Glichów
- Gruszów
- Hucisko
- Kawec
- Kędzierzynka
- Kobielnik
- Komorniki
- Kornatka
- Krzesławice
- Krzyworzeka
- Kunice
- Kwapinka
- Liplas
- Lipnik
- Mierzeń
- Niezdów
- Nizowa
- Nowa Wieś
- Podolany
- Poznachowice Dolne
- Poznachowice Górne
- Raciechowice
- Rudnik
- Sawa
- Sieraków
- Skrzynka
- Stadniki
- Stryszowa
- Węglówka
- Wierzbanowa
- Winiary
- Wiśniowa
- Zagórzany
- Zalesiany
- Zegartowice bestehend aus den Ortsteilen Dąbie und Zegartowice
- Żerosławice
- Zręczyce

Gerichtsbezirk Wieliczka (65 Ortsgemeinden):
- Bierzanów bestehend aus den Ortsteilen Bierzanów und Kaim
- Biskupice
- Bodzanów
- Bogucice
- Brzegi
- Bugaj
- Byszyce
- Chorągwica
- Czarnochowice
- Czechówka
- Dobranowice
- Gorzków
- Grabie bestehend aus den Ortsteilen Grabie und Szczurów
- Grabówki
- Grajów
- Jankówka
- Janowice
- Jawczyce
- Klasno
- Kokotów
- Koźmice Małe
- Koźmice Wielkie
- Krzyszkowice
- Łazany
- Lednica Górna
- Lednica Niemiecka
- Łyczanka
- Mała Wieś
- Mietniów
- Ochmanów
- Ochojno bestehend aus den Ortsteilen Ochojno Dolne und Ochojno Górne
- Pawlikowice bestehend aus den Ortsteilen Pawlikowice und Taszyce
- Podstolice
- Przebieczany
- Przewóz
- Raciborsko
- Rożnowa
- Rybitwy
- Rząka
- Rzeszotary
- Siepraw
- Siercza
- Sławkowice
- Śledziejowice
- Słomiróg
- Stojowice
- Strumiany
- Suchoraba
- Sułków
- Sułów
- Surówki
- Sygneczów
- Szczygłów
- Tomaszkowice
- Trąbki bestehend aus den Ortsteilen Darszyce und Trąbki
- Węgrzce Wielkie
- Stadt Wieliczka bestehend aus den Ortsteilen Lednica Dolna und Wieliczka
- Wola Podłazańska
- Zabawa
- Zabłocie
- Zagórze
- Zakliczyn
- Zakrzów
- Zborówek